# Bihabergstollen
Der Bihabergstollen ist ein Wasserleitungsstollen der Wiener Wasserversorgung im Verlauf der II. Wiener Hochquellenwasserleitung südlich von Pressbaum in Niederösterreich.

## Anlage
Anlass für die Errichtung des Bihabergstollens im Bihaberg zwischen dem Brentenmaisaquädukt und dem Pfalzauaquädukt war die Trassenplanung für den Bau der Westautobahn zwischen Wien und Salzburg. Im Abschnitt bei Pressbaum wären die in Hanglage errichtete Hochquellenwasserleitung und die Autobahn parallel zueinander an einem rutschgefährdeten Hangabschnitt geführt worden, wodurch die Sicherheit der beiden Bauwerke nicht gewährleistet gewesen wäre.
Die für den Bau des Stollens notwendige wasserrechtliche Verhandlung fand am 15. Oktober 1959 statt, der zustimmende Bescheid erging am 11. Dezember 1959 durch das Amt der Niederösterreichischen Landesregierung. Der Stollenanschlag durch die am 27. Juni 1960 beauftragte „ARGE Baugesellschaft H. Rella & Co, Wien – Bauunternehmung Ing. Karl Jäger“ erfolgte am 5. August des gleichen Jahres.
Ausgebrochen wurde ein 1.653 Meter langer Stollen mit einem Kreisdurchmesser von rund 2,5 bis 2,8 Metern. Der Innendurchmesser des fertigen Leitungskanals, der wegen der besseren Begehbarkeit eine etwas abgeflachte Sohle besitzt, beträgt etwa 2,1 Meter. Als Stollensicherung während der Ausbruchsarbeiten wurde erstmals Spritzbeton eingesetzt. Zwischen dem 28. Juni 1961 und dem 12. März 1962 wurde die Innenauskleidung aus Beton hergestellt. Die Arbeiten am Stollen selbst wurden am 9. April 1962 abgeschlossen. Anschließend wurden die Anschlussobjekte an den bestehenden Leitungskanal hergestellt.
Im Zuge der Abkehr an der II. Wiener Hochquellenwasserleitung wurden am 26. April 1962 die Arbeiten für die Einbindung des neuen Stollens in den bestehenden Leitungskanal durchgeführt. Seit dem 28. April wird das Hochquellenwasser durch den Bihabergstollen nach Wien geleitet. Erst danach konnten die Bauarbeiten an der Autobahn in diesem Abschnitt begonnen werden.
Zusätzlich wurden noch einige Umbauarbeiten geleistet, so wurden etwa zwei Einsteigtürme verlegt und weitere Zugangsmöglichkeiten geschaffen. Ende Juni 1962 wurden schließlich auch die Außenarbeiten abgeschlossen und die Baustelle geräumt.
Zu einem schweren Arbeitsunfall kam es am 16. Dezember 1960. Ein Arbeiter wurde dabei getötet, je zwei weitere wurden schwer beziehungsweise leicht verletzt.
Die Kosten von 22.754.000 Schilling wurden laut einem Übereinkommen vom 3. beziehungsweise 11. November 1959 von der Bundesstraßenverwaltung getragen. Ebenso wurde in diesem Übereinkommen festgelegt, dass alle neu errichteten Anlagen in das unbeschränkte Eigentum der Stadt Wien übergehen, während der aufgelassene Streckenabschnitt ab dem Tag der Inbetriebnahme des Bihabergstollens in das unbeschränkte Eigentum der Bundesstraßenverwaltung wechseln.

## Lage
- westliches Mundloch 48° 10′ 24,4″ N, 16° 4′ 35,8″ O
- östliches Mundloch 48° 10′ 31,6″ N, 16° 5′ 54,8″ O